# Ricardo Altamirano
Ricardo Daniel Altamirano (Laguna Paiva, 12 dicembre 1965) è un ex calciatore argentino, di ruolo difensore.

## Carriera

### Club
Uscito dalle giovanili dell'Unión de Santa Fe a 21 anni, nelle quali militava dall'età di diciassette anni, esordisce nel 1986 nel campionato argentino; nel 1988 passa all'Independiente di Avellaneda, dove rimane fino al 1992 vincendovi un titolo nazionale. Nel 1992 si trasferisce al River Plate, dove gioca fino al 1997, vincendo quattro volte il campionato nazionale e una Coppa Libertadores.

### Nazionale
Con la nazionale di calcio argentina ha giocato 27 partite, vincendo due Copa América consecutive, Cile 1991 e Ecuador 1993.

## Palmarès

### Club

#### Competizioni nazionali
- Campionato argentino: 5

Independiente: 1988-1989
River Plate: Apertura 1993, Apertura 1994, Apertura 1996, Clausura 1997

#### Competizioni internazionali
- Coppa Libertadores: 1

River Plate: 1996

### Nazionale
- Coppa America: 2

Cile 1991, Ecuador 1993
- Confederations Cup: 1

1992
- Coppa Artemio Franchi: 1

Argentina 1993